# دمونور
دمونور (انگلیسی: Demonware) شرکت بازی ویدئویی ایرلندی است، که در سال ۲۰۰۳ تأسیس شد.